# Rhipidomys albujai
Rhipidomys albujai (Brito & Ojala-Barbour, 2017) è un roditore della famiglia dei Cricetidi endemico dell'Ecuador.

## Descrizione

### Dimensioni
Roditore di piccole dimensioni, con la lunghezza della testa e del corpo tra 118 e 130 mm, la lunghezza della coda tra 146 e 162 mm, la lunghezza del piede tra 21 e 26 mm, la lunghezza delle orecchie tra 16 e 18 mm e un peso fino a 62 g.

### Aspetto
La pelliccia è relativamente corta, soffice e fine. Le parti dorsali sono bruno-giallastre, mentre le parti ventrali variano dal bianco al giallastro. La base dei peli è ovunque grigia. Le orecchie sono normali e scure ed è presente una piccola macchia color crema alla loro base posteriore. Sono presenti degli anelli neri intorno agli occhi. I piedi sono larghi, sul dorso è presente una macchia scura che si estende fino alle dita. La coda è più lunga della testa e del corpo, è uniformemente scura e termina con un ciuffo di lunghi peli.

## Biologia

### Riproduzione
Una femmina che allattava è stata catturata nel mese di giugno.

## Distribuzione e habitat
Questa specie è conosciuta soltanto nel Parco nazionale di Sangay, nell'Ecuador sud-orientale.
Vive nelle foreste tra 1.400 e 1.800 metri di altitudine.

## Conservazione
Questa specie, essendo stata scoperta solo recentemente, non è stata sottoposta ancora a nessun criterio di conservazione.